# Katalin Novák
Katalin Éva Veresné Novák (født 6. september 1977) er en ungarsk politiker, som var Ungarns præsident fra 2022 til 2024. Novák var Ungarns første kvindelige præsident og den yngste præsident i Ungarns historie. Hun var medlem af partiet Fidesz.
Novak var medlem af nationalforsamlingen fra 2018 til 2022 og var minister for familieanliggender i den fjerde Orbán-regering fra 2020 til 2021. Hun tiltrådte som præsident for Ungarn den 10. maj 2022. Hun annoncererede sin tilbagetræden som præsident 10. februar 2024, efter at det en uge tidligere var blevet kendt, at hun i april 2023 havde benådet en mand som var dømt for at dække over sexovergreb mod børn på statslige børnehjem. Benådningen var blevet kritiseret af flere, og Novák udtalte ved sin fratræden at det var en fejl at benåde manden. Hun fortsatte som præsident indtil Ungarns parlament havde godkendt hendes fratræden, der trådte i kraft den 26. februar 2024.

## Uddannelse
Efter at have afsluttet sin sekundære uddannelse på i Szeged i 1996, studerede Novák økonomi ved Corvinus Universitetet i Budapest og jura ved Universitetet i Szeged. Mens hun var studerende, studerede hun desuden i udlandet på Université Paris X: Nanterre i Paris. Ud over ungarsk taler Novák fransk, engelsk og tysk.

## Karriere
Novák begyndte at arbejde i udenrigsministeriet i 2001 med speciale i EU og europæiske anliggender. I 2010 blev hun ministeriel rådgiver, og i 2012 blev hun udnævnt til kabinetschef i Ministeriet for Menneskelige Resurser.
I 2014 blev hun statssekretær for familie- og ungdomsanliggender i ministeriet for menneskelige evner, og endeligt var hun minister for familieanliggender fra oktober 2020 til december 2021.
Hun var vicepræsident for Fidesz mellem 2017 og 2021.
Den 21. december 2021 meddelte premierminister Viktor Orbán, at Novák ville være hans kandidat ved præsidentvalget i 2022. Den 10. marts 2022 vandt hun afstemningen i Nationalforsamlingen med 137 ud af 188 stemmer.